# Класификација менталних поремећаја повезаних са алкохолом
Класификација менталних поремећаја повезаних са алкохолом је систематизован приказ широког спектра психичких поремећаја повезаних са употребом алкохола, чија тежина варира од интоксикације (тровања) без компликација и штетне употребе до психотичних стања и деменције. Алкохолизам је најраспрострањенија болест зависности и после депресије то је ментални поремећај који у највећем броју случајева доприноси инвалидности на глобалном нивоу.
Административна медицина (па самим тим и алкохологија) заснива се на Међународној класификацији болести (МКБ 10), те су сходно томе психички поремећаји повезани са алкохолом, који су презентовани на овој страници, усклађени је актуелном Међународном класификацијом болести МКБ 10, Светске здравствене организације (СЗО), из 1992.

## Психички поремећаји повезани са алкохолом

### Поремећаји због употребе алкохола
| МКБ 10 | Поремећај             | Начини употребе алкохола и карактеристике | Дијагноза |
| ------ | --------------------- | --- | --- |
| Ф 10.1 | Злоупотреба алкохола  | 1. Употребе алкохола која доводи до оштећења здравља. Оштећења здравља могу бити: - Органска (нпр цироза јетре) - Ментална (нпр повремени депресивни поремећај због прекомерног пијења алкохола). 2. Употребе алкохола не задовољава критеријуме за дијагнозу зависности од алкохола | Да би се поставила дијагноза злоупотреба алкохола, током испитивања мора да се утврди актуелно оштећење које утиче на квалитет физичког или менталног здравља особе која пије.                      |
| Ф 10.2 | Зависност од алкохола | 1. Јака жудња или осећај принуде за узимањем алкохола. 2. Отежана контрола над узимањем алкохола у смислу почетка, завршетка или нивоа употребе. 3. Физиолошки апстиненцијални синдром када је употреба алкохола: - Престала или је смањена - Са намером да се ублаже или избегну апстиненцијални симптоми. 4. Доказ о толеранцији – неопходне су повећане дозе алкохола да би се постигли ефекти који су раније добијали нижим дозама. 5. Прогресивно занемаривање алтернативних задовољстава или интересовања због 1) јака жудња или осећај принуде за узимањем алкохола. 6. Настављање са употребом алкохола и поред јасних чињеница о неспорним штетним последицама. | Коначна дијагноза зависности може се поставити само ако код пацијента постоје најмање три или више од наведених шест феномена доживљених или манифестованих у неком периоду током претходне године. |

### Поремећаји узроковани алкохолом
| МКБ 10  | Психички поремећаји                                            |
| ------- | -------------------------------------------------------------- |
| Ф 10.0  | Интоксикација алкохолом                                        |
| Ф 10.07 | Патолошка алкохолна интоксикација                              |
| Ф 10.3  | Алкохолни апстиненцијални синдром                              |
| Ф 10.4  | Апстиненцијални синдром са делиријумом                         |
| Ф 10.51 | Психотични поремећај проузрокован алкохолом, са суманутостима  |
| Ф 10.52 | Психотични поремећај проузрокован алкохолом, са халуцинацијама |
| Ф 10.6  | Перзистентни амнестички поремећај проузрокован алкохолом       |
| Ф 10.71 | Поремећај личности или понашања узрокован алкохолом            |
| Ф 10.73 | Деменција проузрокована алкохолом                              |
| Ф 10.8  | Поремећај расположења проузрокован алкохолом                   |
| Ф 10.8  | Анксиозни поремећај проузрокован алкохолом                     |
| Ф 10.8  | Сексуалне сметње проузроковане алкохолом                       |
| Ф 10.8  | Поремећај спавања проузрокован алкохолом                       |
| Ф 10.9  | Поремећај везан за алкохол, неодређен                          |

## Психијатријски поремећаји код зависника од алкохола
Код особа са коморбидитетом („више дијагноза”) зависност од алкохола истовремено се јавља и са другим психичким поремећајима. Код коморбидитета у клиничкој пракси код зависника од алкохола најчешће се препознају два типа коморбидитета:
- Примарни алкохолизам са последичним психичким поремећајима.
- Примарни психички поремећаји са секундарно развијеним симптоматским алкохолизмом (особе користе алкохол да би се извесно, ограничено, време осећале боље).[7]

### Учесталост појединих психијатријских поремећаја код зависника од алкохола.[8]
| Психијатријски поремећај         | Коморбидитет код зависника од алкохола |
| -------------------------------- | -------------------------------------- |
| Биполарни афективни поремећај    | 5%                                     |
| Схизофренија                     | 3%                                     |
| Неспецификована психоза          | 11%                                    |
| Афективни и анксиозни поремећаји | 81%                                    |
| Тешка депресија                  | 34%                                    |
| Поремећај личности               | 53%                                    |
| Умерена депресија                | 47%                                    |
| Тешки анксиозни поремећаји       | 32%                                    |